# 대한민국 제11대 국회
제11대 대한민국 국회는 1981년 4월 11일에 개원하였다.

## 원구성

### 의장·부의장
|            | 1981년 4월 11일 ~ 1983년 4월 10일 | 1981년 4월 11일 ~ 1983년 4월 10일 | 1983년 4월 11일 ~ 1985년 5월 12일 | 1983년 4월 11일 ~ 1985년 5월 12일 |
| 국회의장   | 정래혁                            | 정래혁                            | 채문식                            | 채문식                            |
| 국회부의장 | 채문식                            | 김은하                            | 윤길중                            | 고재청                            |

### 정당별 구성
| 교섭단체명  | 정당명     | 1981년 총선 당시 | 1981년 총선 당시 | 1981년 총선 당시        | 1985년 총선 당시        | 1985년 총선 당시        | 1985년 총선 당시 |
| 교섭단체명  | 정당명     | 지역구           | 전국구           | 합계                    | 지역구                  | 전국구                  | 합계             |
| ----------- | ---------- | ---------------- | ---------------- | ----------------------- | ----------------------- | ----------------------- | ---------------- |
| 민주정의당  | 민주정의당 | 90석             | 61석             | 151석                   | 89석                    | 60석                    | 149석            |
| 민주한국당  | 민주한국당 | 57석             | 24석             | 81석                    | 51석                    | 20석                    | 71석             |
| 한국국민당  | 한국국민당 | 18석             | 7석              | 25석                    | 20석                    | 7석                     | 27석             |
| 비교섭단체  |            |                  |                  |                         |                         |                         |                  |
| 신한민주당  |            |                  |                  | 12석                    | 4석                     | 16석                    |                  |
| 신정사회당  |            |                  |                  | 2석                     |                         | 2석                     |                  |
| 민권당      | 2석        |                  | 2석              | 1석                     |                         | 1석                     |                  |
| 신정당      | 2석        |                  | 2석              | 신정사회당으로 신설합당 | 신정사회당으로 신설합당 | 신정사회당으로 신설합당 |                  |
| 민주사회당  | 2석        |                  | 2석              | 신정사회당으로 신설합당 | 신정사회당으로 신설합당 | 신정사회당으로 신설합당 |                  |
| 근로농민당1 | 1석        |                  | 1석              | 1석                     |                         | 1석                     |                  |
| 자유민족당2 | 1석        |                  | 1석              | 1석                     |                         | 1석                     |                  |
| 무소속      | 11석       |                  | 11석             | 5석                     |                         | 5석                     |                  |
| 계          | 계         | 184석            | 92석             | 276석                   | 182석                   | 91석                    | 273석            |

- 1 개원 당시 당명은 ‘민주농민당’이었다.
- 2 개원 당시 당명은 ‘안민당’이었다.

### 상임위원회
| 위원회         | 이름   | 소속정당   |
| -------------- | ------ | ---------- |
| 국회운영위원회 | 이종찬 | 민주정의당 |
| 법제사법위원회 | 김숙현 | 민주정의당 |
| 외무위원회     | 박동진 | 민주정의당 |
| 내무위원회     | 김종호 | 민주정의당 |
| 재무위원회     | 박태준 | 민주정의당 |
| 경제과학위원회 | 천영성 | 민주정의당 |
| 국방위원회     | 김영선 | 민주정의당 |
| 문교공보위원회 | 이흥수 | 민주정의당 |
| 농수산위원회   | 이범준 | 민주정의당 |
| 상공위원회     | 이태섭 | 민주정의당 |
| 보건사회위원회 | 최영철 | 민주정의당 |
| 교통체신위원회 | 황인성 | 민주정의당 |
| 건설위원회     | 배명국 | 민주정의당 |

| 위원회         | 이름   | 소속정당   |
| -------------- | ------ | ---------- |
| 국회운영위원회 | 이종찬 | 민주정의당 |
| 법제사법위원회 | 한병채 | 민주정의당 |
| 외무위원회     | 봉두완 | 민주정의당 |
| 내무위원회     | 권정달 | 민주정의당 |
| 재무위원회     | 정재철 | 민주정의당 |
| 경제과학위원회 | 류경현 | 민주정의당 |
| 국방위원회     | 김영선 | 민주정의당 |
| 문교공보위원회 | 이해원 | 민주정의당 |
| 농수산위원회   | 김식   | 민주정의당 |
| 상공위원회     | 배명국 | 민주정의당 |
| 보건사회위원회 | 이찬혁 | 민주정의당 |
| 교통체신위원회 | 정동성 | 민주정의당 |
| 건설위원회     | 박권흠 | 민주정의당 |

## 의석 변동
| 날짜             | 이름                    | 소속정당                | 선거구                           | 사유                                          | 정당별 증감 | 의석 수 |
| ---------------- | ----------------------- | ----------------------- | -------------------------------- | --------------------------------------------- | ----------- | --- |
| 1981년 4월 7일   | 강보성                  | 무소속 → 민주한국당     | 제주 제주시·북제주군·남제주군    | 입당                                          | ±1          | 민주정의당 151석 민주한국당 82석 한국국민당 25석 민권당 2석 신정당 2석 민주사회당 2석 민주농민당 1석 안민당 1석 무소속 10석    |
| 1981년 5월 25일  | 현경대                  | 무소속 → 민주정의당     | 제주 제주시·북제주군·남제주군    | 입당                                          | ±1          | 민주정의당 152석 민주한국당 82석 한국국민당 25석 민권당 2석 신정당 2석 민주사회당 2석 민주농민당 1석 안민당 1석 무소속 9석     |
| 1981년 11월 4일  | 이우재 → 정창화         | 민주정의당              | 전국구                           | 이우재 한국전기통신공사 사장 임명 정창화 승계 |             | 민주정의당 152석 민주한국당 82석 한국국민당 25석 민권당 2석 신정당 2석 민주사회당 2석 민주농민당 1석 안민당 1석 무소속 9석     |
| 1981년 12월 9일  |                         | 민주농민당 → 근로농민당 |                                  | 당명변경                                      |             | 민주정의당 152석 민주한국당 82석 한국국민당 25석 민권당 2석 신정당 2석 민주사회당 2석 근로농민당 1석 안민당 1석 무소속 9석     |
| 1981년 12월 12일 | 김종경 → 문용주         | 민주정의당              | 전국구                           | 김종경 사망 문용주 승계                       |             | 민주정의당 152석 민주한국당 82석 한국국민당 25석 민권당 2석 신정당 2석 민주사회당 2석 근로농민당 1석 안민당 1석 무소속 9석     |
| 1982년 1월 6일   | 나웅배 → 김유상         | 민주정의당              | 전국구                           | 나웅배 재무장관 임명 김유상 승계              |             | 민주정의당 152석 민주한국당 82석 한국국민당 25석 민권당 2석 신정당 2석 민주사회당 2석 근로농민당 1석 안민당 1석 무소속 9석     |
| 1982년 1월 12일  |                         | 안민당 → 자유민족당     |                                  | 당명변경                                      |             | 민주정의당 152석 민주한국당 82석 한국국민당 25석 민권당 2석 신정당 2석 민주사회당 2석 근로농민당 1석 자유민족당 1석 무소속 9석 |
| 1982년 3월 29일  |                         | 신정당 → 신정사회당     |                                  | 신설합당                                      |             | 민주정의당 152석 민주한국당 82석 한국국민당 25석 신정사회당 3석 민권당 2석 근로농민당 1석 자유민족당 1석 무소속 10석           |
| 1982년 3월 29일  | 민주사회당 → 신정사회당 |                         |                                  | 신설합당                                      |             | 민주정의당 152석 민주한국당 82석 한국국민당 25석 신정사회당 3석 민권당 2석 근로농민당 1석 자유민족당 1석 무소속 10석           |
| 1982년 3월 29일  | 이대엽                  | 신정당 → 무소속         | 경기 성남시·광주군               | 탈당                                          | ±1          | 민주정의당 152석 민주한국당 82석 한국국민당 25석 신정사회당 3석 민권당 2석 근로농민당 1석 자유민족당 1석 무소속 10석           |
| 1982년 7월 30일  | 한영수                  | 민주한국당              | 충남 서산군·당진군               | 사퇴                                          | -1          | 민주정의당 152석 민주한국당 81석 한국국민당 25석 신정사회당 3석 민권당 2석 근로농민당 1석 자유민족당 1석 무소속 10석           |
| 1982년 9월 4일   | 정희택 → 장경우         | 민주정의당              | 전국구                           | 정희택 감사원장 임명 장경우 승계              |             | 민주정의당 152석 민주한국당 81석 한국국민당 25석 신정사회당 3석 민권당 2석 근로농민당 1석 자유민족당 1석 무소속 10석           |
| 1982년 11월 2일  | 신순범                  | 자유민족당 → 무소속     | 전남 여수시·여천군·광양군        | 탈당                                          | ±1          | 민주정의당 152석 민주한국당 81석 한국국민당 25석 신정사회당 3석 민권당 2석 근로농민당 1석 무소속 11석                          |
| 1982년 11월 12일 | 김행자 → 류수환         | 민주정의당              | 전국구                           | 김행자 사망 류수환 승계                       |             | 민주정의당 152석 민주한국당 81석 한국국민당 25석 신정사회당 3석 민권당 2석 근로농민당 1석 무소속 11석                          |
| 1982년 12월 6일  | 황명수                  | 무소속 → 민권당         | 충남 천안시·천원군·아산군        | 입당                                          | ±1          | 민주정의당 152석 민주한국당 81석 한국국민당 25석 신정사회당 3석 민권당 3석 근로농민당 1석 무소속 10석                          |
| 1982년 12월 20일 | 정순덕 → 김지호         | 민주정의당              | 전국구                           | 정순덕 청와대 정무수석 임명 김지호 승계       |             | 민주정의당 152석 민주한국당 81석 한국국민당 25석 신정사회당 3석 민권당 3석 근로농민당 1석 무소속 10석                          |
| 1983년 3월 19일  | 김정수                  | 민권당 → 무소속         | 부산 부산진구                    | 탈당                                          | ±2          | 민주정의당 152석 민주한국당 81석 한국국민당 25석 신정사회당 3석 민권당 1석 근로농민당 1석 무소속 12석                          |
| 1983년 3월 19일  | 황명수                  | 민권당 → 무소속         | 충남 천안시·천원군·아산군        | 탈당                                          | ±2          | 민주정의당 152석 민주한국당 81석 한국국민당 25석 신정사회당 3석 민권당 1석 근로농민당 1석 무소속 12석                          |
| 1983년 7월 14일  | 이헌기 → 강창희         | 민주정의당              | 전국구                           | 이헌기 보건사회부 차관 임명 강창희 승계       |             | 민주정의당 152석 민주한국당 81석 한국국민당 25석 신정사회당 3석 민권당 1석 근로농민당 1석 무소속 12석                          |
| 1983년 10월 9일  | 심상우                  | 민주정의당              | 전남 광주시 동구·북구            | 아웅 산 묘역 테러 사건으로 사망               | -1          | 민주정의당 151석 민주한국당 81석 한국국민당 25석 신정사회당 3석 민권당 1석 근로농민당 1석 무소속 12석                          |
| 1984년 3월 15일  | 유옥우 → 이용곤         | 민주한국당              | 전국구                           | 유옥우 사망 이용곤 승계                       |             | 민주정의당 151석 민주한국당 81석 한국국민당 25석 신정사회당 3석 민권당 1석 근로농민당 1석 무소속 12석                          |
| 1984년 4월 30일  | 송지영 → 이성배         | 민주정의당              | 전국구                           | 송지영 한국방송공사 이사장 임명 이성배 승계   |             | 민주정의당 151석 민주한국당 81석 한국국민당 25석 신정사회당 3석 민권당 1석 근로농민당 1석 무소속 12석                          |
| 1984년 5월 1일   | 이대엽                  | 무소속 → 한국국민당     | 경기 성남시·광주군               | 입당                                          | ±3          | 민주정의당 151석 민주한국당 81석 한국국민당 28석 신정사회당 3석 민권당 1석 근로농민당 1석 무소속 9석                           |
| 1984년 5월 1일   | 조형부                  | 무소속 → 한국국민당     | 경남 충무시·통영군·거제군·고성군 | 입당                                          | ±3          | 민주정의당 151석 민주한국당 81석 한국국민당 28석 신정사회당 3석 민권당 1석 근로농민당 1석 무소속 9석                           |
| 1984년 5월 1일   | 노태극                  | 무소속 → 한국국민당     | 경남 밀양군·창녕군               | 입당                                          | ±3          | 민주정의당 151석 민주한국당 81석 한국국민당 28석 신정사회당 3석 민권당 1석 근로농민당 1석 무소속 9석                           |
| 1984년 6월 29일  | 정내혁                  | 민주정의당              | 전남 담양군·곡성군·화순군        | 사퇴                                          | -1          | 민주정의당 150석 민주한국당 81석 한국국민당 28석 신정사회당 3석 민권당 1석 근로농민당 1석 무소속 9석                           |
| 1984년 11월 7일  | 이수종                  | 무소속 → 민주한국당     | 경남 남해군·하동군               | 입당                                          | ±1          | 민주정의당 150석 민주한국당 82석 한국국민당 28석 신정사회당 3석 민권당 1석 근로농민당 1석 무소속 8석                           |
| 1984년 12월 19일 | 서석재                  | 민주한국당 → 무소속]    | 부산 서구                        | 탈당                                          | ±10         | 민주정의당 150석 민주한국당 72석 한국국민당 28석 신정사회당 3석 민권당 1석 근로농민당 1석 무소속 18석                          |
| 1984년 12월 19일 | 박관용                  | 민주한국당 → 무소속]    | 부산 동래구                      | 탈당                                          | ±10         | 민주정의당 150석 민주한국당 72석 한국국민당 28석 신정사회당 3석 민권당 1석 근로농민당 1석 무소속 18석                          |
| 1984년 12월 19일 | 허경만                  | 민주한국당 → 무소속]    | 전남 순천시·구례군·승주군        | 탈당                                          | ±10         | 민주정의당 150석 민주한국당 72석 한국국민당 28석 신정사회당 3석 민권당 1석 근로농민당 1석 무소속 18석                          |
| 1984년 12월 19일 | 김현규                  | 민주한국당 → 무소속]    | 경북 구미시·군위군·선산군·칠곡군 | 탈당                                          | ±10         | 민주정의당 150석 민주한국당 72석 한국국민당 28석 신정사회당 3석 민권당 1석 근로농민당 1석 무소속 18석                          |
| 1984년 12월 19일 | 홍사덕                  | 민주한국당 → 무소속]    | 경북 영주시·영풍군·영양군·봉화군 | 탈당                                          | ±10         | 민주정의당 150석 민주한국당 72석 한국국민당 28석 신정사회당 3석 민권당 1석 근로농민당 1석 무소속 18석                          |
| 1984년 12월 19일 | 김찬우                  | 민주한국당 → 무소속]    | 경북 영덕군·청송군·울진군        | 탈당                                          | ±10         | 민주정의당 150석 민주한국당 72석 한국국민당 28석 신정사회당 3석 민권당 1석 근로농민당 1석 무소속 18석                          |
| 1984년 12월 19일 | 이정빈                  | 민주한국당 → 무소속]    | 전국구                           | 탈당                                          | ±10         | 민주정의당 150석 민주한국당 72석 한국국민당 28석 신정사회당 3석 민권당 1석 근로농민당 1석 무소속 18석                          |
| 1984년 12월 19일 | 최수환                  | 민주한국당 → 무소속]    | 전국구                           | 탈당                                          | ±10         | 민주정의당 150석 민주한국당 72석 한국국민당 28석 신정사회당 3석 민권당 1석 근로농민당 1석 무소속 18석                          |
| 1984년 12월 19일 | 손정혁                  | 민주한국당 → 무소속]    | 전국구                           | 탈당                                          | ±10         | 민주정의당 150석 민주한국당 72석 한국국민당 28석 신정사회당 3석 민권당 1석 근로농민당 1석 무소속 18석                          |
| 1984년 12월 19일 | 김형래                  | 민주한국당 → 무소속]    | 전국구                           | 탈당                                          | ±10         | 민주정의당 150석 민주한국당 72석 한국국민당 28석 신정사회당 3석 민권당 1석 근로농민당 1석 무소속 18석                          |
| 1984년 12월 21일 | 백찬기                  | 신정사회당 → 무소속]    | 경남 마산시                      | 탈당                                          | ±1          | 민주정의당 150석 민주한국당 72석 한국국민당 28석 신정사회당 2석 민권당 1석 근로농민당 1석 무소속 19석                          |
| 1984년 12월 26일 | 양재권                  | 민주한국당 → 무소속     | 전국구                           | 탈당                                          | ±1          | 민주정의당 149석 민주한국당 71석 한국국민당 28석 신정사회당 2석 민권당 1석 근로농민당 1석 무소속 20석                          |
| 1984년 12월 26일 | 오제도                  | 민주정의당              | 전국구                           | 사퇴                                          | -1          | 민주정의당 149석 민주한국당 71석 한국국민당 28석 신정사회당 2석 민권당 1석 근로농민당 1석 무소속 20석                          |
| 1984년 12월 29일 | 윤석민                  | 한국국민당              | 충북 청주시·청원군               | 사퇴                                          | -1          | 민주정의당 149석 민주한국당 71석 한국국민당 27석 신정사회당 2석 민권당 1석 근로농민당 1석 무소속 20석                          |
| 1985년 1월 22일  | 조순형                  | 무소속 → 신한민주당     | 서울 성북구                      | 신한민주당 창당                               | ±16         | 민주정의당 149석 민주한국당 71석 한국국민당 27석 신한민주당 16석 신정사회당 2석 민권당 1석 근로농민당 1석 무소속 4석           |
| 1985년 1월 22일  | 서석재                  | 무소속 → 신한민주당     | 부산 서구                        | 신한민주당 창당                               | ±16         | 민주정의당 149석 민주한국당 71석 한국국민당 27석 신한민주당 16석 신정사회당 2석 민권당 1석 근로농민당 1석 무소속 4석           |
| 1985년 1월 22일  | 김정수                  | 무소속 → 신한민주당     | 부산 부산진구                    | 신한민주당 창당                               | ±16         | 민주정의당 149석 민주한국당 71석 한국국민당 27석 신한민주당 16석 신정사회당 2석 민권당 1석 근로농민당 1석 무소속 4석           |
| 1985년 1월 22일  | 박관용                  | 무소속 → 신한민주당     | 부산 동래구                      | 신한민주당 창당                               | ±16         | 민주정의당 149석 민주한국당 71석 한국국민당 27석 신한민주당 16석 신정사회당 2석 민권당 1석 근로농민당 1석 무소속 4석           |
| 1985년 1월 22일  | 황명수                  | 무소속 → 신한민주당     | 충남 천안시·천원군·아산군        | 신한민주당 창당                               | ±16         | 민주정의당 149석 민주한국당 71석 한국국민당 27석 신한민주당 16석 신정사회당 2석 민권당 1석 근로농민당 1석 무소속 4석           |
| 1985년 1월 22일  | 김길준                  | 무소속 → 신한민주당     | 전북 군산시·옥구군               | 신한민주당 창당                               | ±16         | 민주정의당 149석 민주한국당 71석 한국국민당 27석 신한민주당 16석 신정사회당 2석 민권당 1석 근로농민당 1석 무소속 4석           |
| 1985년 1월 22일  | 신순범                  | 무소속 → 신한민주당     | 전남 여수시·여천군·광양군        | 신한민주당 창당                               | ±16         | 민주정의당 149석 민주한국당 71석 한국국민당 27석 신한민주당 16석 신정사회당 2석 민권당 1석 근로농민당 1석 무소속 4석           |
| 1985년 1월 22일  | 허경만                  | 무소속 → 신한민주당     | 전남 순천시·구례군·승주군        | 신한민주당 창당                               | ±16         | 민주정의당 149석 민주한국당 71석 한국국민당 27석 신한민주당 16석 신정사회당 2석 민권당 1석 근로농민당 1석 무소속 4석           |
| 1985년 1월 22일  | 김순규                  | 무소속 → 신한민주당     | 경북 경주시·월성군·청도군        | 신한민주당 창당                               | ±16         | 민주정의당 149석 민주한국당 71석 한국국민당 27석 신한민주당 16석 신정사회당 2석 민권당 1석 근로농민당 1석 무소속 4석           |
| 1985년 1월 22일  | 김현규                  | 무소속 → 신한민주당     | 경북 구미시·군위군·선산군·칠곡군 | 신한민주당 창당                               | ±16         | 민주정의당 149석 민주한국당 71석 한국국민당 27석 신한민주당 16석 신정사회당 2석 민권당 1석 근로농민당 1석 무소속 4석           |
| 1985년 1월 22일  | 홍사덕                  | 무소속 → 신한민주당     | 경북 영주시·영풍군·영양군·봉화군 | 신한민주당 창당                               | ±16         | 민주정의당 149석 민주한국당 71석 한국국민당 27석 신한민주당 16석 신정사회당 2석 민권당 1석 근로농민당 1석 무소속 4석           |
| 1985년 1월 22일  | 김찬우                  | 무소속 → 신한민주당     | 경북 영덕군·청송군·울진군        | 신한민주당 창당                               | ±16         | 민주정의당 149석 민주한국당 71석 한국국민당 27석 신한민주당 16석 신정사회당 2석 민권당 1석 근로농민당 1석 무소속 4석           |
| 1985년 1월 22일  | 이정빈                  | 무소속 → 신한민주당     | 전국구                           | 신한민주당 창당                               | ±16         | 민주정의당 149석 민주한국당 71석 한국국민당 27석 신한민주당 16석 신정사회당 2석 민권당 1석 근로농민당 1석 무소속 4석           |
| 1985년 1월 22일  | 최수환                  | 무소속 → 신한민주당     | 전국구                           | 신한민주당 창당                               | ±16         | 민주정의당 149석 민주한국당 71석 한국국민당 27석 신한민주당 16석 신정사회당 2석 민권당 1석 근로농민당 1석 무소속 4석           |
| 1985년 1월 22일  | 손정혁                  | 무소속 → 신한민주당     | 전국구                           | 신한민주당 창당                               | ±16         | 민주정의당 149석 민주한국당 71석 한국국민당 27석 신한민주당 16석 신정사회당 2석 민권당 1석 근로농민당 1석 무소속 4석           |
| 1985년 1월 22일  | 김형래                  | 무소속 → 신한민주당     | 전국구                           | 신한민주당 창당                               | ±16         | 민주정의당 149석 민주한국당 71석 한국국민당 27석 신한민주당 16석 신정사회당 2석 민권당 1석 근로농민당 1석 무소속 4석           |
| 1985년 1월 23일  | 김현규                  | 신한민주당 → 무소속     | 경북 구미시·군위군·선산군·칠곡군 | 탈당                                          | ±1          | 민주정의당 149석 민주한국당 71석 한국국민당 27석 신한민주당 15석 신정사회당 2석 민권당 1석 근로농민당 1석 무소속 5석           |
| 1985년 2월 15일  |                         | 민권당 → 무소속         |                                  | 총선 득표율 미달로 정당 등록 취소             |             | 민주정의당 149석 민주한국당 71석 한국국민당 27석 신한민주당 15석 신정사회당 2석 무소속 7석                                     |
| 1985년 2월 15일  | 근로농민당 → 무소속     |                         |                                  | 총선 득표율 미달로 정당 등록 취소             |             | 민주정의당 149석 민주한국당 71석 한국국민당 27석 신한민주당 15석 신정사회당 2석 무소속 7석                                     |

## 같이 보기
- 대한민국 제11대 국회의원 목록
- 대한민국 제11대 총선